# Marcelo Expósito
Marcelo Expósito Prieto (Puertollano, Ciudad Real, 29 de mayo de 1966) es un artista y activista político español, diputado al Congreso de los Diputados por En Comú Podem en la XI y la XII legislatura. Fue secretario tercero de la mesa del Congreso de los Diputados.

## Biografía
Cursó estudios de Ciencias de la Información, los cuales abandonó para dedicarse a la música experimental y la imagen. En 1990, desarrolló residencias de estudio en Maastrich y luego en Ámsterdam, en 1993, para luego sí desarrollarse como artista internacional. Cuenta en su haber con varias muestras individuales, así como con una extensa videografía.
Trabaja como teórico crítico, editor, curador, traductor y docente, moviéndose entre Barcelona y Buenos Aires. Es codirector académico del Programa de Estudios Independientes (PEI) del Museo de Arte Contemporáneo de Barcelona (MACBA) y profesor asociado en la Facultad de Bellas artes de la Universidad de Castilla-La Mancha, Cuenca. Forma parte de la Universidad Nómada y de la Red de Conceptualismos del Sur, así como cofundador y co-de la revista Brumaria (2002-2006). Su relación con Cataluña comienza en los años ochenta y, desde hace 15 años vive en Barcelona.
En 2005 coordinó una extensa investigación sobre arte y política en España desde finales de los años sesenta.
Desde 2006 es profesor en el Programa de Estudios Independientes (PEI) del Museu d'Art Contemporani de Barcelona (MACBA) y en la Facultad de Bellas Artes de la Universidad de Castilla-La Mancha (UCLM) en Cuenca. Es doctorado en la Facultad de Ciencias Sociales de la Universidad de Buenos Aires.
Entre 2008 y 2010 impartió también docencia, entre otros lugares, en la Facultad de Humanidades de la Universidad Pompeu Fabra (UPF), Barcelona; Campus Expandido, Museo Universitario de Arte Contemporáneo (MUAC), México D.F.; Màster Pensar l'Art Avui, Departamento de Filosofía Facultad de Filosofía y Letras de la Universidad Autónoma de Barcelona (UAB); Máster en Comunicación y Crítica de Arte en la Facultad de Letras de la Universidad de Gerona (UdG); Escola Elisava, Barcelona; Nuova Accademia di Belle Arti (NABA), Milán y Centro de Investigaciones Artísticas (CIA), Buenos Aires.

### Trayectoria artística
Es uno de los integrantes del colectivo artístico Banda Aparte. Ha realizado obras sobre diversos soportes como la fotografía, vídeo y textos interconectando proyectos interdisciplinarios que reformulan las tradiciones estéticas. Desde 1989 sus trabajos pretenden contrarrestar los discursos históricos institucionales mediante contranarrativas que reorganizan los referentes históricos. Ha publicado libros sobre producción cultural, activismo, historia del arte y cine, por ejemplo sobre Chris Marker o Pere Portabella.

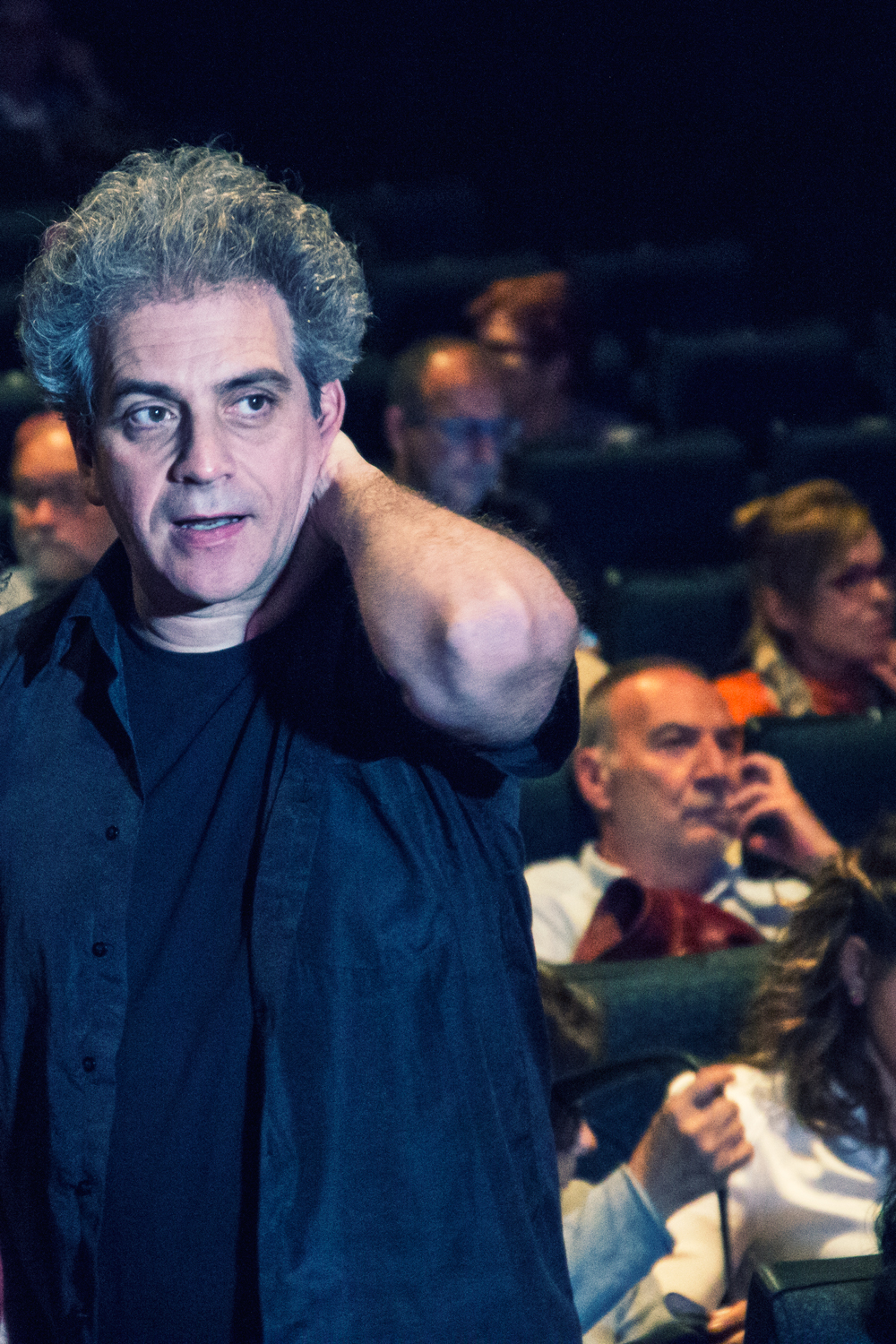
Presentación de la candidatura "En común podemos"

### Trayectoria política
Inició su militancia activista en los movimientos sociales en los años 90 y formó parte del movimiento de insumisión antimilitarista, de la organización de protestas antiglobalización y de las redes europeas contra la precarización.
Participó en varias plataformas activistas ciudadanas como Movimiento 15-M, Democracia Real Ya y la Plataforma de Afectados por la Hipoteca. 
En las elecciones europeas de 2014 ocupó el puesto número siete de la lista del Partido X que encabezó Hervé Falciani.
En las elecciones municipales de 2015 formó parte de la dirección ejecutiva de Barcelona en Comú y fue elegido diputado por En Comú Podem en las elecciones generales españolas de 2015. Actualmente es miembro de la dirección de En Comú Podem.
Ha sido nombrado secretario tercero de la mesa del Congreso de los Diputados.
Expósito es miembro del panel asesor de DiEM25 (Democracy in Europe Movement 2025).

## Obras
Algunos de sus proyectos más destacados son:
- Los cuadernos de guerra o Ligeramente fuera de contexto (1994). Sala Parpalló de València
- Materiales 1989-1997 (1997). Galería Angelot de Barcelona
- Cubos heterogéneos (2004). III Biennal d’Art Contemporani de Berlín.

## Libros
- Plusvalías de la imagen. Anotaciones (locales) para una crítica de los usos (y abusos) de la imagen. Bilbao: Sala Rekalde, 1993
- Materiales 1990-1998: el malestar en la libertad. Valencia: Sala La Gallera/Generalitat Valenciana, 1998
- Chris Marker. Devuelvo a la in memóriam del cineasta. Valencia: Fundació Tàpies, Barcelona, Centro Andaluz de Arte Contemporáneo (CAAC), Sevilla y Ediciones de la Mirada, 2000
- Modos de hacer. Arte crítico, esfera pública y acción directa. Salamanca: Ediciones Universidad de Salamanca, 2001
- Historias sin argumento. El cine de Pere Portabella Valencia: Museu d'Art Contemporani de Barcelona (MACBA) y Ediciones de la Mirada, 2001
- Producción cultural y prácticas instituyentes. Líneas de ruptura en la crítica institucional. Madrid: Traficantes de sueños, 2008
- Los nuevos productivismos. Barcelona: UAB, 2010
- Walter Benjamin productivista. Bilbao: consonni, 2013

## Premios y reconocimientos
Ha ganado numerosas becas, premios y distinciones, entre ellos Cinema Jove (1991), Nouvelles Images d`Eurocréation (París 1991) y el premio Espais a la Crítica de Arte (Girona, 1997).  En 2001 ganó el Premio Espais a la crítica d’art, por sus trabajos historiográficos.